# Heinrich Kopetz
Heinrich Kopetz, též Jindřich Kopetz (15. července 1821 Praha – 11. července 1904 Sukorady), byl rakouský šlechtic, státní úředník a politik německé národnosti z Čech, v 60. letech 19. století poslanec Říšské rady.

## Biografie
Pocházel ze starého a vlivného rodu, původem z Komárna. Od 18. století rodina žila v západních Čechách. Martin Adolf Kopetz (1764–1832) byl rektorem pražské univerzity. Jeho bratr Václav Gustav Kopetz (1781–1857) byl profesorem na pražské univerzitě. Roku 1849 koupil od svého švagra Antonína Veitha statek Sukorady. Václav Gustav Kopetz byl roku 1833 povýšen na šlechtice a roku 1836 na rytíře. Heinrich Kopetz byl synem Václava Gustava Kopetze. Narodil se roku 1821 v Praze. Absolvoval právnická studia a nastoupil do státní služby. Zpočátku byl konceptním protokolistou na krajském úřadu v Kouřimi. Podle údajů k roku 1845 působil coby konceptní praktikant na českém guberniu v Praze. Od roku 1870 byl místodržitelským radou. Roku 1881 vystoupil ze státní služby.
V době svého působení v parlamentu se uvádí jako statkář v Praze rytíř Heinrich von Kopetz. Působil i jako okresní hejtman. Byl místodržitelským radou. Byl mu udělen Řád železné koruny. Patřil mu statek Sukorady. Zasedal ve výboru České spořitelny a německého chmelařského spolku v Mnichově.
Angažoval se politicky. V doplňovacích zemských volbách v červnu 1862 byl zvolen na Český zemský sněm za kurii velkostatkářskou. Uváděl se tehdy jako provládní kandidát. V zemských volbách v lednu 1867 mezi zvolenými poslanci nebyl, ale uspěl již v krátce poté konaných zemských volbách v březnu 1867. Zastupoval Stranu ústavověrného velkostatku. V letech 1863–1871 byl náhradníkem zemského výboru. Od roku 1867 do roku 1871 byl podle jiného zdroje přímo členem zemského výboru.
Působil také coby poslanec Říšské rady (celostátního parlamentu Rakouského císařství), kam ho delegoval Český zemský sněm (Říšská rada tehdy ještě byla volena nepřímo, coby sbor delegátů zemských sněmů). Dne 21. listopadu 1864 složil slib.
Zemřel v červenci 1904 na srdeční nemoc ve věku 83 let.
Jeho synem byl notář JUDr. Heinrich Kopetz, který počátkem 20. století rovněž zasedal jako poslanec Českého zemského sněmu.